# A2 (Cyprus)
De autosnelweg A2 is een autosnelweg in Cyprus.
De weg verbindt Alambra en de A1 richting Nicosia met de havenstad Larnaca. De weg is 21 kilometer lang.
A1 · A2 · A3 · A5 · A6 · A7 · A8 · A9 · A22